# بورناسكو (بافيا)
بورناسكو (بالإيطالية: Bornasco)‏ هي بلدة تقع في مقاطعة بافيا بإقليم لومبارديا في شمال إيطاليا. تبلغ مساحة هذه المدينة 12.7 (كم²)، وترتفع عن سطح البحر م، بلغ عدد سكانها 1881 نسمة في عام 2004 حسب إحصاء المعهد الوطني للإحصاء.

## السكان
في سنة 1861 بلغ عدد السكان 1٬489 نسمة، وتطور العدد ليصل في سنة 2011 لـ 2٬589 نسمة.
يظهر هذا المخطط البياني تطور النمو السكاني لـ بورناسكو (بافيا)